# 中立地帯 (サウジアラビアとイラク)

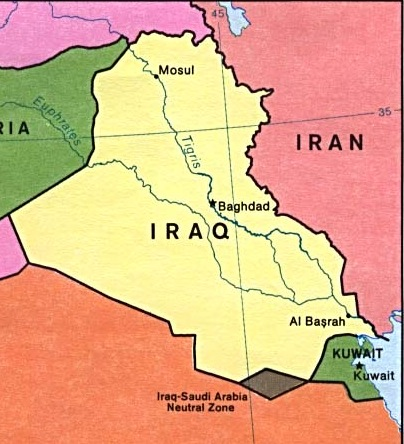
イラクとサウジアラビアの国境付近にあった中立地帯（図中の焦げ茶色の部分）

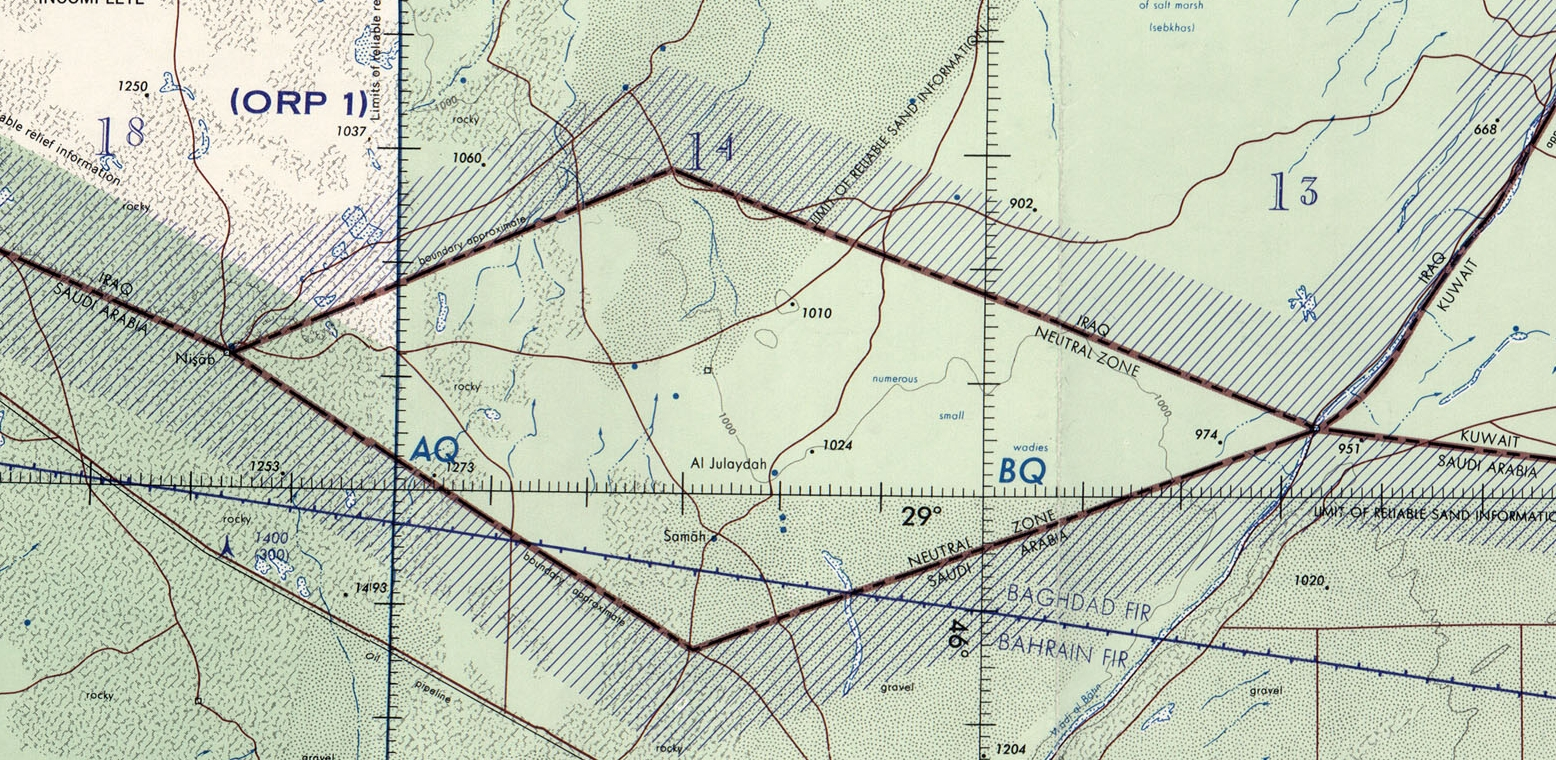
地形図

中立地帯（ちゅうりつちたい）は、かつて1922年から1991年まで、サウジアラビアとイラクの国境地帯に存在していた 7,044km² の領域で、その範囲内については両国の国境が確定していなかった。1922年5月5日のムハンマラ条約（ムハンマラは現在のホッラムシャフル）によって、当時イラクを委任統治していたイギリス（イギリス委任統治領メソポタミア）と、後にヒジャーズ王国を併合し（ナジュド及びヒジャーズ王国）やがてサウジアラビアへと移行するナジュド王国との間で、衝突の危機が迫っていた状況が回避された。この条約は、国境の画定を行なわなかった。その後の交渉を経て、1922年12月2日のオカイル議定書によって両国の境界線の大部分が確定し、中立地帯が設定された。
中立地帯の領域内や近傍には、軍事施設や恒久的な建物の建設は許されず、両国の遊牧民は中立地帯内の牧草地や井戸を自由に利用できた。
1975年に至り、中立地帯の行政区画が策定され、1981年には国境条約が結ばれた。理由は不明であるが、この条約は国際連合に通告されず、イラクとサウジアラビア両国の外部には、新たな国境の変更が告知されることも、新たな国境線の詳細が地図で示されることもなかった。湾岸戦争が迫りつつあった1991年はじめ、イラクはそれまで1968年以降にサウジアラビアと結んだ様々な国際的合意をすべて撤回した。これに対抗してサウジアラビアは、1991年6月に国際連合の場で、それまでにイラクと協定していた国境交渉におけるすべての合意を登録した。これによって、サウジアラビアとイラクの間の中立地帯は、法的に消滅することになった。
各国の公式な地図の大部分は、ダイヤモンド形（菱形）をした中立地帯を記載しておらず、かつての中立地帯の中央を横切るように国境線が引かれている。例えば、アメリカ合衆国国務省地理局 (the United States Office of the Geographer) は、この地域には、厳密な国境線が引かれているわけではなく、おおよその境界線が引かれているだけであると見なしている 。
サウジアラビアとイラクの間の中立地帯には、かつて ISO 3166-1 のコードとして NT と NTZが割り当てられていた。これらのコードは、1993年に廃止された。 一方、FIPS 10-4 におけるサウジアラビアとイラクの間の中立地帯のコードは、IYであったが、こちらは1992年に廃止されている。